# SOR NS 12
SOR NS 12 — городской автобус, выпускаемый чешской компанией SOR Libchavy с 2016 года.
Существует также газомоторный вариант SOR NSG 12, электробус NS 12 electric, сочленённый автобус NS 18 и троллейбусы SOR TNS 12 и Škoda 32Tr.

## Дизайн
У автобуса SOR NS 12 полностью низкий пол. Длина автобуса составляет 12000 мм, ширина составляет 2550 мм. Вход в автобус осуществляется через две двери шириной 1200 мм. Дополнительно может быть установлен кондиционер. Максимальная скорость автобуса 80 км/ч.

## Производство
Электробус был представлен в сентябре 2016 года. В 2017 году был также добавлен вариант с двигателями внутреннего сгорания. С 2020 года производятся газомоторные модификации.
Значительная часть автобусов эксплуатируется в Чехии и Словакии. Электробусы эксплуатируются даже в Румынии.

## Галерея

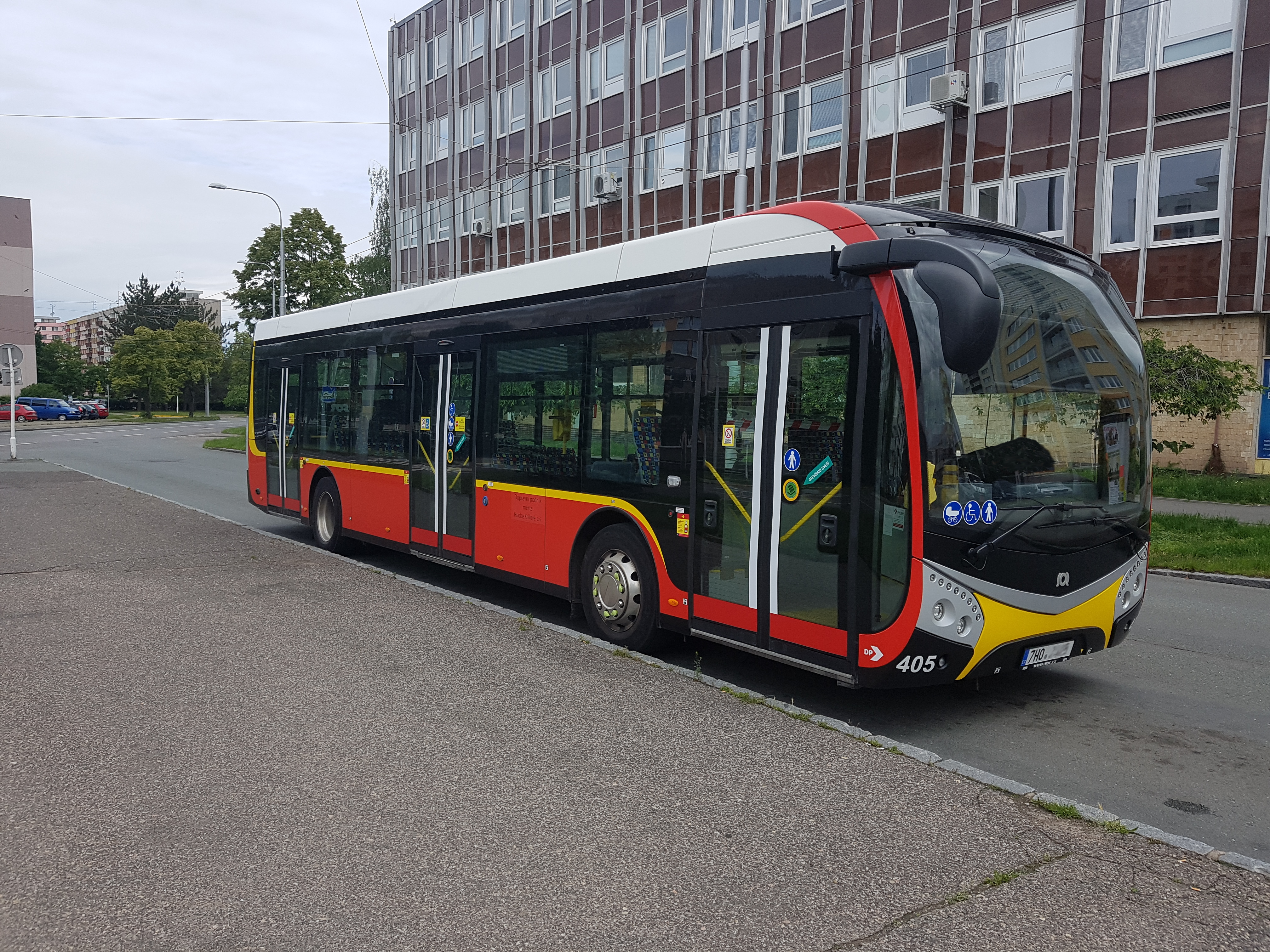
SOR NS 12 electric
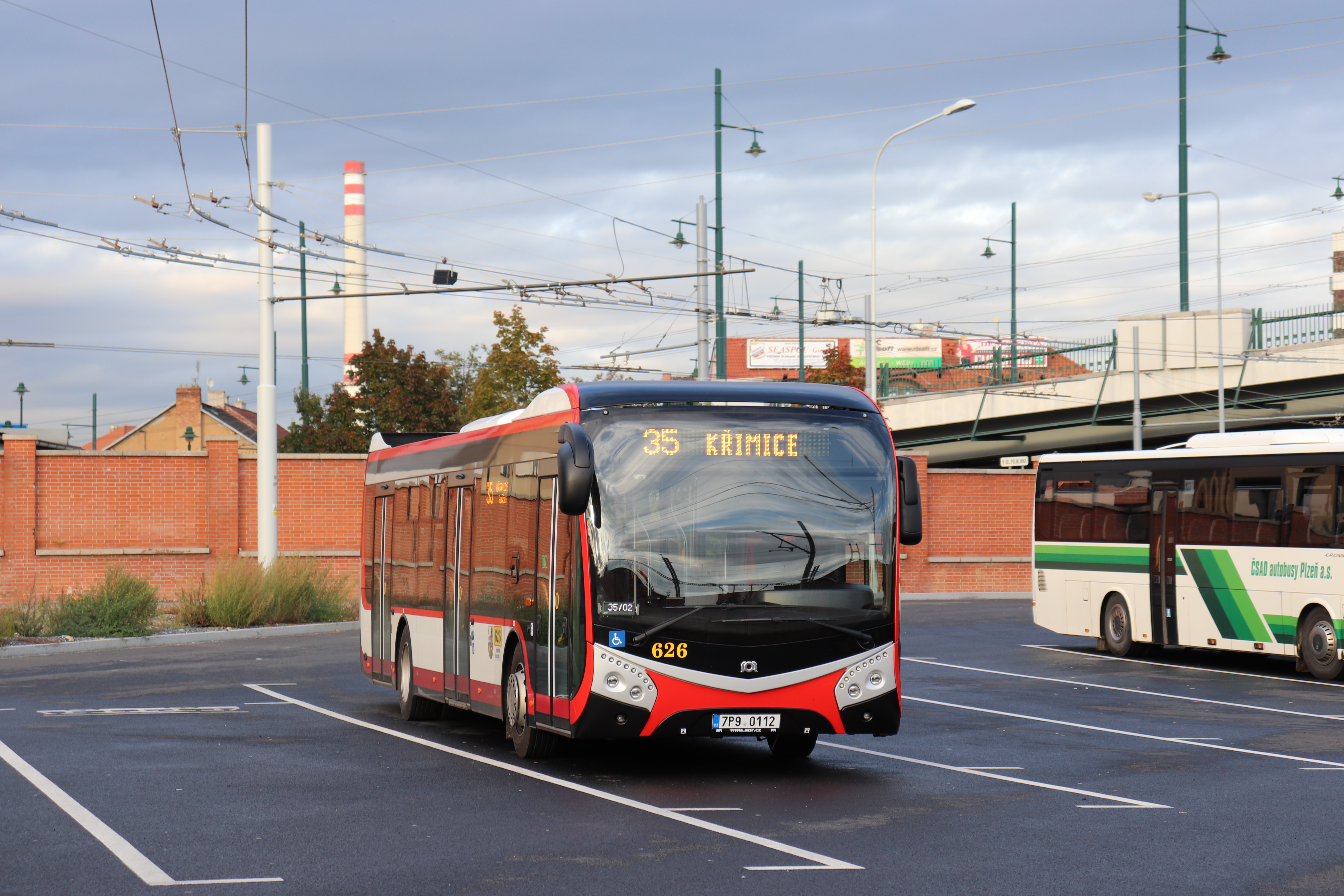
SOR NS 12